# Hatoma-jima
Hatoma-jima (鳩間島) est une île de l'archipel des Îles Yaeyama au sud-ouest du Japon, faisant partie de l'archipel Sakishima, avec les îles Miyako à l'est et les îles Senkaku plus au nord, et donc des îles Ryūkyū. Administrativement, elle fait partie du bourg de Taketomi dans la préfecture d'Okinawa.

## Géographie
Elle est située au Nord d'Iriomote-jima.

## Galerie

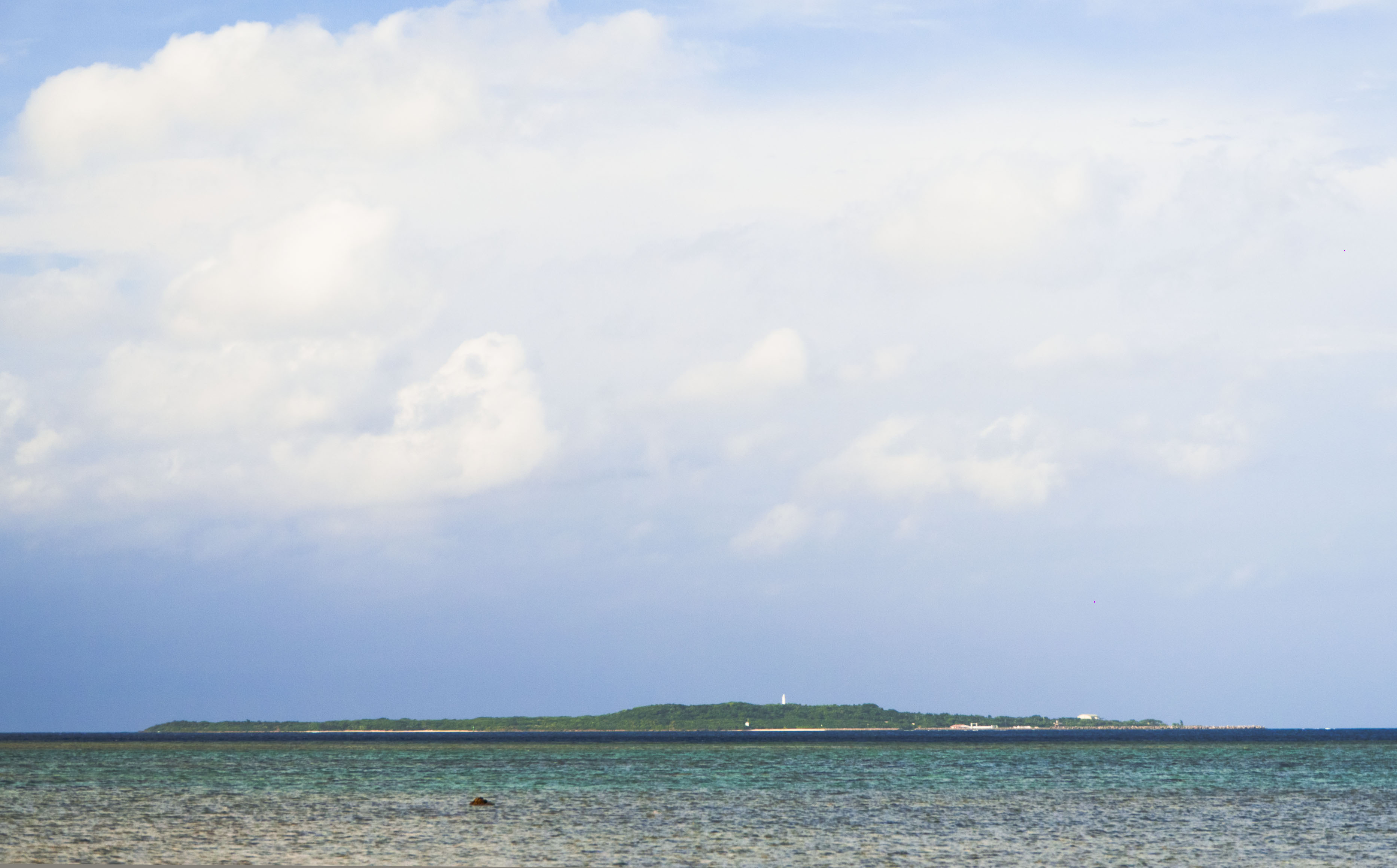
Hatoma vue d'Iriomote
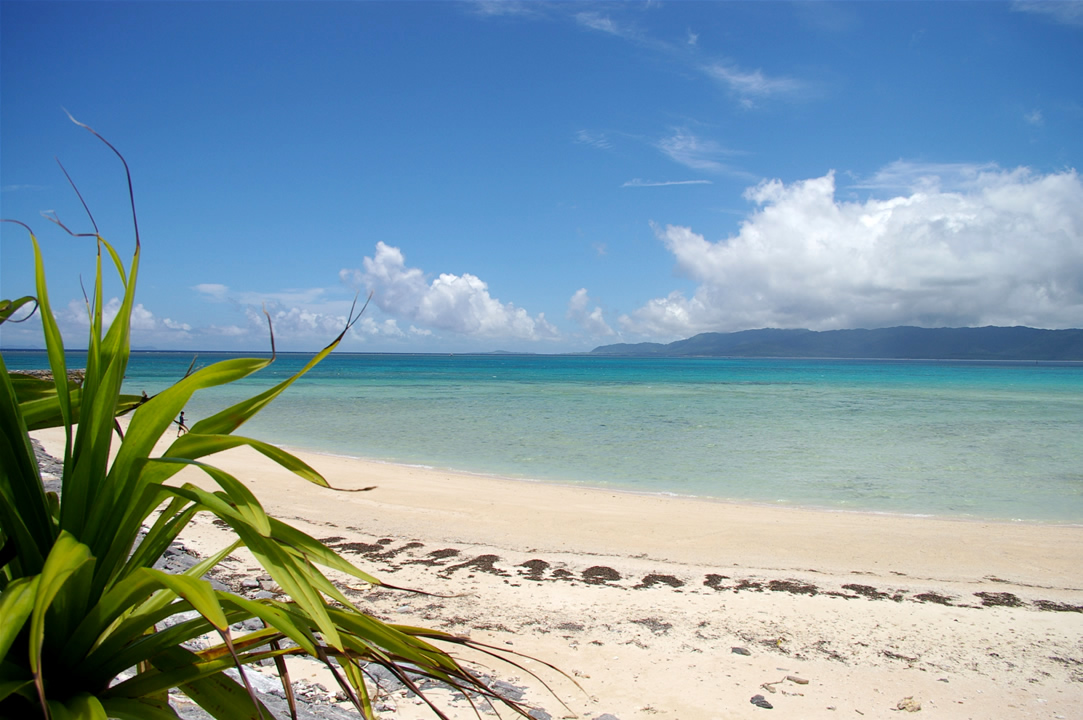
Plage d'Hatoma